# Хроника патриархов Градо
Хро́ника патриа́рхов Гра́до (лат. Chronica patriarcharum Gradensium) — доведённое до 1049 года сочинение, повествующее о возникновении и первых веках существования Аквилейского патриархата. Сохранилась в нескольких рукописях, самая древняя из которых относится к XI в.

## Издание хроники
- Cronica patriarcharum Gradensium // Mgh, SS. rer. Langobard. Bd. I. Hannover. 1878, p. 362-397 (недоступная ссылка)

## Перевод на русский язык
- Хроника патриархов Градо в переводе О. Лугового на сайте Восточная литература